# Mamestra turanica
Mamestra turanica är en fjärilsart som beskrevs av Arnold Spuler 1905. Mamestra turanica ingår i släktet Mamestra och familjen nattflyn. Inga underarter finns listade i Catalogue of Life.